# ۷۷۲ (میلادی)
۷۷۲ (میلادی) هفتصد و هفتاد و دومین سال تقویم میلادی است.

## درگذشتگان
‎